# Lliga irlandesa de futbol
La lliga irlandesa de futbol, oficialment League of Ireland (irlandès: Príomhroinn Sraith na hÉireann), és la màxima competició futbolística de la República d'Irlanda.
La competició es creà l'any 1921. El 2007 la lliga fou reanomenada FAI League of Ireland, després de la fusió de la FAI i la League of Ireland. Aquesta nova competició deixa de ser controlada pels clubs de futbol i passa a ser governada per la Federació Irlandesa (FAI).

## Equips participants
La competició és formada per 10 clubs. La competició inclou un club d'Irlanda del Nord, el Derry City, que abandonà la lliga nord irlandesa de futbol la temporada 1972-73 i ingressà a la segona divisió d'Irlanda el 1985.
| Equip                 | Ciutat       | Estadi                           |
| --------------------- | ------------ | -------------------------------- |
| Bohemians             | Phibsborough | Dalymount Park                   |
| Cork City             | Cork         | Turners Cross                    |
| Derry City            | Derry        | Brandywell                       |
| Dundalk               | Dundalk      | Oriel Park                       |
| Finn Harps            | Ballybofey   | Finn Park                        |
| St Patrick's Athletic | Inchicore    | Richmond Park                    |
| Shamrock Rovers       | Tallaght     | Tallaght Stadium                 |
| Sligo Rovers          | Sligo        | The Showgrounds                  |
| UCD                   | Belfield     | UCD Bowl                         |
| Waterford             | Waterford    | Waterford Regional Sports Centre |

## Història
La lliga es formà l'any 1921, després de la independència del país. Inicialment va ser formada per 8 equips, tots de Dublín, i fou guanyada pel St. James' Gate FC. Amb el pas dels anys el nombre d'equips va anar creixent, fins als 22 actuals, i s'expandí per tot el territori. L'any 1985, amb 5 nous equips a la lliga es creà la first division. La nova Premier Division restà formada per 12 equips i la First Division per 10. Els clubs ascendeixen i descendeixen entre les dues lligues. El club que queda en darrera posició a la First ha de demanar ser readmès a la lliga. Amb anterioritat els clubs disputaven la lliga irlandesa de futbol (unificada).
Als anys 90 tots els equips esdevingueren professionals. Històricament la lliga es disputà, com a les grans lligues europees, entre el final de l'estiu, l'hivern i la primavera. L'any 2003 es canvià el calendari en la cerca d'un millor clima i s'adoptà un sistema de lliga anual, com a Rússia i als països escandinaus.

## Historial

### Campions

#### A Division
- 1921-22:  St James's Gate (1)
- 1922-23:  Shamrock Rovers (1)
- 1923-24:  Bohemians (1)
- 1924-25:  Shamrock Rovers (2)
- 1925-26:  Shelbourne (1)
- 1926-27:  Shamrock Rovers (3)
- 1927-28:  Bohemians (2)
- 1928-29:  Shelbourne (2)
- 1929-30:  Bohemians (3)
- 1930-31:  Shelbourne (3)
- 1931-32:  Shamrock Rovers (4)
- 1932-33:  Dundalk (1)
- 1933-34:  Bohemians (4)
- 1934-35:  Dolphin (1)
- 1935-36:  Bohemians (5)
- 1936-37:  Sligo Rovers (1)
- 1937-38:  Shamrock Rovers (5)
- 1938-39:  Shamrock Rovers (6)
- 1939-40:  St James's Gate (2)
- 1940-41:  Cork United (1)
- 1941-42:  Cork United (2)
- 1942-43:  Cork United (3)
- 1943-44:  Shelbourne (4)
- 1944-45:  Cork United (4)
- 1945-46:  Cork United (5)
- 1946-47:  Shelbourne (5)
- 1947-48:  Drumcondra (1)
- 1948-49:  Drumcondra (2)
- 1949-50:  Cork Athletic (1)
- 1950-51:  Cork Athletic (2)
- 1951-52:  St. Patrick's Athletic (1)
- 1952-53:  Shelbourne (6)
- 1953-54:  Shamrock Rovers (7)
- 1954-55:  St. Patrick's Athletic (2)
- 1955-56:  St. Patrick's Athletic (3)
- 1956-57:  Shamrock Rovers (8)
- 1957-58:  Drumcondra (3)
- 1958-59:  Shamrock Rovers (9)
- 1959-60:  Limerick (1)
- 1960-61:  Drumcondra (4)
- 1961-62:  Shelbourne (7)
- 1962-63:  Dundalk (2)
- 1963-64:  Shamrock Rovers (10)
- 1964-65:  Drumcondra (5)
- 1965-66:  Waterford United (1)
- 1966-67:  Dundalk (3)
- 1967-68:  Waterford United (2)
- 1968-69:  Waterford United (3)
- 1969-70:  Waterford United (4)
- 1970-71:  Cork Hibernians (1)
- 1971-72:  Waterford United (5)
- 1972-73:  Waterford United (6)
- 1973-74:  Cork Celtic (1)
- 1974-75:  Bohemians (6)
- 1975-76:  Dundalk (4)
- 1976-77:  Sligo Rovers (2)
- 1977-78:  Bohemians (7)
- 1978-79:  Dundalk (5)
- 1979-80:  Limerick United (2)
- 1980-81:  Athlone Town (1)
- 1981-82:  Dundalk (6)
- 1982-83:  Athlone Town (2)
- 1983-84:  Shamrock Rovers (11)
- 1984-85:  Shamrock Rovers (12)

#### Premier Division
- 1985-86:  Shamrock Rovers (13)
- 1986-87:  Shamrock Rovers (14)
- 1987-88:  Dundalk (7)
- 1988-89:  Derry City (1)
- 1989-90:  St. Patrick's Athletic (4)
- 1990-91:  Dundalk (8)
- 1991-92:  Shelbourne (8)
- 1992-93:  Cork City (1)
- 1993-94:  Shamrock Rovers (15)
- 1994-95:  Dundalk (9)
- 1995-96:  St. Patrick's Athletic (5)
- 1996-97:  Derry City (2)
- 1997-98:  St. Patrick's Athletic (6)
- 1998-99:  St. Patrick's Athletic (7)
- 1999-00:  Shelbourne (9)
- 2000-01:  Bohemians (8)
- 2001-02:  Shelbourne (10)
- 2002-03:  Bohemians (9)
- 2003:  Shelbourne (11)
- 2004:  Shelbourne (12)
- 2005:  Cork City (2)
- 2006:  Shelbourne (13)
- 2007:  Drogheda United (1)
- 2008:  Bohemians (10)
- 2009:  Bohemians (11)
- 2010:  Shamrock Rovers (16)
- 2011:  Shamrock Rovers (17)
- 2012:  Sligo Rovers (3)
- 2013:  St. Patrick's Athletic (8)
- 2014:  Dundalk (10)
- 2015:  Dundalk (11)
- 2016:  Dundalk (12)
- 2017:  Cork City (3)
- 2018:  Dundalk (13)
- 2019:  Dundalk (14)
- 2020:  Shamrock Rovers (18)
- 2021:  Shamrock Rovers (19)
- 2022:  Shamrock Rovers (20)
- 2023:  Shamrock Rovers (21)
- 2024:  Shelbourne (14)

Notes
- ^  St. Patrick's Athletic fou sancionat amb 15 punts menys per alineació indeguda d'un jugador. Sense la sanció haguessin estat els campions.

### Palmarès
|  | Actualitzat fins al 2024. |

| Club                      | Títols | Darrer títol | Primer títol |
| ------------------------- | ------ | ------------ | ------------ |
| Shamrock Rovers           | 21     | 2023         | 1923         |
| Dundalk                   | 14     | 2019         | 1933         |
| Shelbourne                | 14     | 2024         | 1926         |
| Bohemians                 | 11     | 2009         | 1924         |
| St. Patrick's Athletic    | 8      | 2013         | 1952         |
| Cork United/Cork Athletic | 7      | 1951         | 1941         |
| Waterford United          | 6      | 1973         | 1966         |
| Drumcondra                | 5      | 1965         | 1948         |
| Sligo Rovers              | 3      | 2012         | 1937         |
| Cork City                 | 3      | 2017         | 1993         |
| Derry City                | 2      | 1997         | 1989         |
| Athlone Town              | 2      | 1983         | 1981         |
| Limerick                  | 2      | 1980         | 1960         |
| St James's Gate           | 2      | 1940         | 1922         |
| Cork Celtic               | 1      | 1974         | 1974         |
| Cork Hibernians           | 1      | 1971         | 1971         |
| Dolphins                  | 1      | 1935         | 1935         |
| Drogheda United           | 1      | 2007         | 2007         |

### Campions de la First Division
- 1985-86: Bray Wanderers
- 1986-87: Derry City
- 1987-88: Athlone Town
- 1988-89: Drogheda United
- 1989-90: Waterford United
- 1990-91: Drogheda United (2)
- 1991-92: Limerick City
- 1992-93: Galway United
- 1993-94: Sligo Rovers
- 1994-95: UCD
- 1995-96: Bray Wanderers (2)
- 1996-97: Kilkenny City
- 1997-98: Waterford United (2)
- 1998-99: Drogheda United (3)
- 1999-00: Bray Wanderers (3)
- 2000-01: Dundalk
- 2001-02: Drogheda United (4)
- 2002-03: Waterford United (3)
- 2003: Dublin City
- 2004: Finn Harps
- 2005: Sligo Rovers (2)
- 2006: Shamrock Rovers
- 2007: Cobh Ramblers
- 2008: Dundalk (2)
- 2009: UCD (2)
- 2010: Derry City (2)
- 2011: Cork City
- 2012: Limerick (2)
- 2013: Althone Town (2)
- 2014: Longford Town
- 2015: Wexford Youths
- 2016: Limerick (3)
- 2017: Waterford (4)
- 2018: UCD (3)
- 2019: Shelbourne FC
- 2020: Drogheda United (5)
- 2021: Shelbourne FC (2)
- 2022: Cork City (2)
- 2023: Galway United (2)
- 2024: Cork City (3)

## Antics membres de la lliga
| - Albert Rovers F.C. - Bray Unknowns F.C. - Brideville FC - Brooklyn F.C. (Dublin) - Cork F.C. - Cork Alberts F.C. - Cork Athletic F.C. - Cork Bohemians F.C. - Cork Celtic F.C. - Cork Hibernians F.C. | - Cork United F.C. - Dolphin F.C. (Dublin) - Drumcondra F.C. - Dublin City F.C. - Dublin United F.C. - Evergreen United F.C. - Fordsons F.C. - Frankfort F.C. - Home Farm F.C. - Jacobs FC | - Kildare County F.C. - Kilkenny City A.F.C. - Mervue United A.F.C. - Midland A.F.C. - Monaghan United F.C. - Newcastle West A.F.C. - Olympia F.C. - Pioneers F.C. - Rathmines A.F.C. - Reds United F.C. | - Salthill Devon F.C. - St. Francis F.C. - St James's Gate F.C. - Shelbourne United F.C. - Sporting Fingal F.C. - Thurles Town F.C. - Transport F.C. - YMCA Dublin F.C. |